# Maggie Galton
Maggie Galton (1970, Nueva York) es una historiadora del arte de formación se ha vuelto diseñadora/desarrolladora de productos, fundadora de su propia línea. Nació y creció en Nueva York, sin embargo hoy en día llama a su hogar: México.

## Biografía
Maggie estudio Historia del Arte y Lenguas Latinas en el Bowdoin College de 1988 a 1992. Durante este periodo curso un semestre en la Universidad de París y otro en la Universidad de Barcelona. De 1994 a 1997, estudio una maestría en Historia del Arte en la Universidad Nacional Autónoma de México (UNAM), en México.
Trabaja con artesanos en comunidades indígenas y mestizos en todo México, para revivir tradiciones artesanales en peligro de desaparecer y desarrollar nuevos productos que alcancen un justo balance entre modernidad y tradición. Al emplear diseños y técnicas nativas en nuevas e innovadoras maneras, su objetivo es crear productos que se adapten a las necesidades y gustos del los consumidor contemporáneo. Su línea refleja un estilo actual, sofisticado y cosmopolita, que acentúa la belleza e individualidad de los productos hechos a mano.
Sus sueños incluyen no solo fomentar y sustentar tradiciones artesanales (particularmente tejido en telar de cintura, y técnicas de teñido) pero también impulsar el uso de materiales y condiciones de trabajo favorables para el artesano y el medio ambiente (cerámica libre de plomo), para crear productos hechos a mano, que sean tanto durables como hermosos. Lo más importante para ella es ayudar y mejorar la calidad de vida de artesanos mexicanos y sus familias, gracias a la política del Comercio Justo.
Escribió y publicó el Manual de Diseño Artesanal, Foro Nacional de Artesanías, Instituto para el Fomento de las Artesanías, Tabasco.
Creó la Metodología para la capacitación en diseño textil para la Fundación Arroz con Leche, ed. Arroz con Leche, México, 2009.
Ha trabajado y colaborado con:
FUNDACIÓN EliuhKOLLEKTIF (asesora, consejera y miembro de la junta directiva), México.
FOMENTO CULTURAL BANAMEX (parte de la fundación Banamex) 1997-2009 (Coordinadora y consultora de diseño para el Programa de Arte Popular; Organizadora, coordinadora y supervisora de talleres de artesanos; Autora e iniciadora del programa de desarrollo sustentable, dirigido a mujeres indígenas: “Mujeres Artesanas Indígenas”), México.
FUNDACIÓN ARROZ CON LECHE, mayo de 2008 – 2009 (autora y creadora de la metodología del programa de capacitaciones patrocinado por Naciones Unidas, proyecto textil de tres años asistiendo tres grupos de artesanos en los estados de Hidalgo, Jalisco y México para desarrollar nuevos proyectos), México.
EL CONSEJO VERACRUZANO DE ARTE POPULAR, 2002 – 2008 (coordinadora y consultora de diseño para el programa de Arte Popular en el estado de Veracruz), México.
FONART (Fondo Nacional para el Fomento de las Artesanías), 2006 – 2008 (coordinadora de diseño para PRODAR: Programa de Desarrollo de Productos; Diseño Innovador y desarrollo de productos hechos a mano incluyendo cerámica, textiles y fibras naturales).
MAS, A.C., 2004 -2006 (consultora y desarrollo de productos en telar de cintura, proyecto en Cochoapa, Guerrero), México.
AMANO, 1996 – 1997 (consultora de diseño y desarrollo de productos para una compañía exportadora artesanal), México.
EL MUSEO DEL BARRIO, verano de 1996 (asistente de Investigación para la exhibición “Santos”), Nueva York.
PRAXIS INTERNATIONAL, 1993 – 1995 (consultora de arte corporativo, arte moderno y contemporáneo Latino Americano a corporaciones internacionales; Representante de la galería en ferias internacionales), México.
RICCO MARESCA GALLERY, 1992 – 1993 (asistente de galería; Coordinadora de actividades de la galería; participación en el catálogo de trabajos), Nueva York.
MUSEUM OF AMERICAN FOLK ART, 1992-1993 (asistente de medio tiempo en investigación para la exhibición: “The Mind’s Eye”), Nueva York.
Ha participado en proyectos de diseño interior (textiles, ropa de cama y accesorios de arte popular). Estos proyectos incluyen: Boutique Hotel club de Patos, Sisal México; Hotel las Nubes, Holbox México en colaboración con la decoradora Úrsula Verea, Hotel Eco Paraíso, Celestún México en colaboración con Dayan S.A. de C.V., México, Casa privada en Punta Mita, México, en colaboración con Juan Montoya Design y Chic by Accident; Casa privada en Los Cabos en colaboración con Ike Kliegerman Barkley, N.Y., N.Y.; Casa privada en Los Cabos en colaboración con Gloria Cortina Design, México.
Maggie ha sido galardonada con numerosos premios y reconocimientos a lo largo de su carrera:
Primer premio por diseño más innovador, mantelería tejida a mano, brocado de algodón, sabanas y toallas con la Cooperativa Sna Jolobil, PREMIO UNESCO (Organización de las Naciones Unidas para la Educación, la Ciencia y la Cultura), 2002.
Primer premio por nuevos diseños en trabajo textil, quimono de lino Apachitempa bordado a mano Huasteco – proyecto en bordado Platón Sánchez, FONART, (Fondo Nacional para el Fomento de las Artesanías), 2004.
Mención honorífica por excelencia en técnicas textiles tradicionales; reactivación del brocado de confitillo para la creación de caminos de mesa y ropa de cama, San Pedro Coyutla – Proyecto de tejido, Chalma, FONART, (Fondo Nacional para el Fomento de las Artesanías), 2004.
Segundo lugar por innovación en nuevos diseños; ropa de cama con tejedoras de sarape de Teocaltiche; Jalisco, FONART, (Fondo Nacional para el Fomento de las Artesanías), 2007.
Ella agradece a los individuos, instituciones y organizaciones que la han inspirado, asistido y formado a través de los años: Fomento Cultural Banamex, A.C., México; El Consejo Veracruzano de Arte Popular, México; AMACP, A.C., México; FONART, Fondo Nacional para el Fomento de las Artesanías, México; Las bordadoras de Apachitempa, Platón Sánchez Veracruz; La Fundación Arroz con Leche, México; Aid to Artisans, USA; Hema Saata, India.